# У Лей
У Лей (кит.: 武磊, нар. 19 листопада 1991, Нанкін) — китайський футболіст, фланговий півзахисник клубу «Шанхай Порт» та національної збірної Китаю. Футболіст року в Китаї (2018).

## Клубна кар'єра
Народився 19 листопада 1991 року в місті Нанкін. Вихованець Футбольної школи Геньбао.

### «Шанхай СІПГ»
Почав професійну кар'єру в клубі третього дивізіону «Шанхай Дунья» — вперше він з'явився на полі 2 вересня 2006 року в грі проти клубу «Юньнань Ліцзян Дунба», а його команда програла з рахунком 3:5. У цьому ж матчі він став наймолодшим гравцем в історії професійного футболу КНР, з'явившись на полі у віці 14 років і 287 днів. У наступному сезоні він допоміг клубу вийти у другий дивізіон. 30 серпня 2008 року він забив дебютний гол у грі проти «Циндао Хайліфен», а команда здобула перемогу з рахунком 2:0. Цей гол дозволив йому стати другим за віком професійним футболістом КНР, який забив гол в офіційному матчі — на той момент йому виповнилося 16 років і 289 днів. Він на 28 днів побив рекорд Хуан Бовеня, однак на 47 днів його раніше випереджав Цао Юньдін.
У 2012 році команда виграла другий дивізіон і вперше в історії вийшла до Суперліги. 2015 року у команди змінився власник і, відповідно, назва. Клуб став називатись «Шанхай СІПГ» і став боротись за лідируючи місця в Суперлізі, ставши віце-чемпіоном в 2015 та 2017 роках, а у сезоні 2018 року Лей став з командою чемпіоном Китаю. Сам У був визнаний найкращим гравцем турніру.

### «Еспаньйол»
У січні 2019 року було оголошено про перехід гравця до іспанського «Еспаньйола». Трансфер вінгера, сума якого склала 2 мільйони євро, пов'язували з особою президента каталонського клубу китайського бізнесмена Чень Яньшена і сприймали досить скептично. Попри це новачок швидко довів, що може бути корисним іспанській команді на футбольному полі, зокрема забивши декілька важливих з турнірної точки зору голів.
Утім його поява у стані каталонців стала успішним кроком насамперед з комерційної точки зору, популярність клубу стрімко зросла за рахунок китайської аудиторії, а продаж клубної атрибутики за рахунок відкриття азійського ринку потроївся. До того ж вже за результатами перших місяців, проведених У Леєм в Європі, за які він встиг стати першим китайцем-автором гола в історії Ла-Ліги, його трансферна вартість зросла учетверо, сягнувши 10 мільйонів євро.

## Виступи за збірні
2007 року дебютував у складі юнацької збірної Китаю, взяв участь у 8 іграх на юнацькому рівні, відзначившись 7 забитими голами.
Протягом 2009—2010 років залучався до складу молодіжної збірної Китаю і забив 9 голів у 5 матчах кваліфікаційного турніру Кубка Азії 2010 року для молодіжних команд.
Його приголомшливі результати призвели до запрошення до складу національної збірної Китаю, з якою він взяв участь у Чемпіонаті Східної Азії 2010 року, де він дебютував у матчі проти Гонконгу 14 лютого 2010 року, а його команда перемогла з рахунком 2:0. Згодом збірна Китаю здобула перемогу в турнірі. Через кілька місяців У повернувся в молодіжну збірну, щоб взяти участь у Кубку Азії 2010 року для гравців до 19 років. На турнірі зіграв чотири матчі і забив 2 голи, що допомогло команді Китаю дістатися до стадії чвертьфіналу.
У складі збірної був учасником Кубка Азії 2015 року в Австралії, де зіграв утрьох матчах: в групі з Саудівською Аравією (1:0) і Узбекистаном (2:1) і в чвертьфіналі з Австралією (0:2).
Також У Лей був включений до складу збірної і на наступний Кубок Азії 2019 року в ОАЕ. 11 січня в матчі групового етапу проти збірної Філіппін відзначився двома забитими м'ячами на 40 і 66 хвилинах, завдяки чому китайці здобули другу перемогу на турнірі (3:0). Загалом китайська команда зупинилася на турнірі лише на стадії чвертьфіналів, поступившись іранцям 0:3.
| Дата       | Місто                  | Господарі         | Результат | Гості              | Турнір                                   | Голи | Примітки    |
| ---------- | ---------------------- | ----------------- | --------- | ------------------ | ---------------------------------------- | ---- | ----------- |
| 14-2-2010  | Токіо                  | Гонконг           | 0 – 2     | КНР                | Кубок Східної Азії 2010- фінальний етап  | -    | 57'         |
| 6-6-2013   | Гуанчжоу               | КНР               | 1 – 2     | Узбекистан         | товариський матч                         | -    | 46'         |
| 11-6-2013  | Пекін                  | КНР               | 0 – 2     | Нідерланди         | товариський матч                         | -    | 86'         |
| 15-6-2013  | Хефей                  | КНР               | 1 – 5     | Таїланд            | товариський матч                         | -    |             |
| 24-7-2013  | Хвасон                 | Південна Корея    | 0 – 0     | КНР                | Кубок Східної Азії 2013 - фінальний етап | -    | 58'         |
| 28-7-2013  | Сеул                   | Австралія         | 3 – 4     | КНР                | Кубок Східної Азії 2013 - фінальний етап | 1    |             |
| 6-9-2013   | Тяньцзінь              | КНР               | 6 – 1     | Сінгапур           | товариський матч                         | -    | 67'         |
| 10-9-2013  | Пекін                  | КНР               | 2 – 0     | Малайзія           | товариський матч                         | -    |             |
| 15-10-2013 | Джакарта               | Індонезія         | 1 – 1     | КНР                | Відбір до Кубка Азії 2015                | -    |             |
| 15-11-2013 | Сіань                  | КНР               | 1 – 0     | Індонезія          | Відбір до Кубка Азії 2015                | 1    |             |
| 19-11-2013 | Сіань                  | КНР               | 0 – 0     | Саудівська Аравія  | Відбір до Кубка Азії 2015                | -    | 69'         |
| 5-3-2014   | Шарджа (місто)         | Ірак              | 3 – 1     | КНР                | Відбір до Кубка Азії 2015                | -    | 63' — 71'   |
| 22-6-2014  | Шеньян                 | КНР               | 0 – 0     | Північна Македонія | товариський матч                         | -    | 65'         |
| 29-6-2014  | Шеньчжень              | КНР               | 1 – 3     | Малі               | товариський матч                         | -    | 58'         |
| 4-9-2014   | Аньшань                | КНР               | 3 – 1     | Кувейт             | товариський матч                         | 1    |             |
| 9-9-2014   | Харбін                 | КНР               | 1 – 1     | Йорданія           | товариський матч                         | -    |             |
| 10-10-2014 | Ухань                  | КНР               | 3 – 0     | Таїланд            | товариський матч                         | -    |             |
| 14-10-2014 | Чанша                  | КНР               | 2 – 1     | Парагвай           | товариський матч                         | 1    | 77'         |
| 14-11-2014 | Наньчан                | КНР               | 1 – 1     | Нова Зеландія      | товариський матч                         | -    |             |
| 18-11-2014 | Сіань                  | КНР               | 0 – 0     | Гондурас           | товариський матч                         | -    |             |
| 13-12-2014 | Шеньчжень              | КНР               | 4 – 0     | Киргизстан         | товариський матч                         | 1    |             |
| 17-12-2014 | Шеньчжень              | КНР               | 2 – 0     | Киргизстан         | товариський матч                         | -    |             |
| 21-12-2014 | Ченьчжоу               | КНР               | 0 – 0     | Палестина          | товариський матч                         | -    |             |
| 3-1-2015   | Пенріт                 | КНР               | 4 – 0     | Оман               | товариський матч                         | 1    | 70'         |
| 10-1-2015  | Брисбен                | Саудівська Аравія | 0 – 1     | КНР                | Кубок Азії 2015 - 1-й етап               | -    |             |
| 14-1-2015  | Брисбен                | КНР               | 2 – 1     | Узбекистан         | Кубок Азії 2015 - 1-й етап               | -    |             |
| 22-1-2015  | Брисбен                | КНР               | 0 – 2     | Австралія          | Кубок Азії 2015 - чвертьфінал            | -    |             |
| 27-3-2015  | Чанша                  | КНР               | 2 – 2     | Гаїті              | товариський матч                         | -    | 81'         |
| 31-3-2015  | Нанкін                 | КНР               | 1 – 1     | Туніс              | товариський матч                         | -    | 77'         |
| 16-6-2015  | Тхімпху                | Бутан             | 0 – 6     | КНР                | Відбір до ЧС 2018                        | 1    |             |
| 2-8-2015   | Ухань                  | КНР               | 0 – 2     | Південна Корея     | Кубок Східної Азії 2015 - фінальний етап | -    |             |
| 9-8-2015   | Ухань                  | КНР               | 1 – 1     | Японія             | Кубок Східної Азії 2015 - фінальний етап | 1    |             |
| 3-9-2015   | Шеньчжень              | КНР               | 0 – 0     | Гонконг            | Відбір до ЧС 2018                        | -    |             |
| 8-10-2015  | Доха                   | Катар             | 1 – 0     | КНР                | Відбір до ЧС 2018                        | -    | 71'         |
| 17-11-2015 | Гонконг                | Гонконг           | 0 – 0     | КНР                | Відбір до ЧС 2018                        | -    | 81'         |
| 24-3-2016  | Ухань                  | КНР               | 4 – 0     | Мальдіви           | Відбір до ЧС 2018                        | -    | 64'         |
| 29-3-2016  | Тайюань                | КНР               | 2 – 0     | Катар              | Відбір до ЧС 2018                        | 1    |             |
| 7-6-2016   | Далянь                 | КНР               | 1 – 1     | Казахстан          | товариський матч                         | -    | 69'         |
| 1-9-2016   | Сеул                   | Південна Корея    | 3 – 2     | КНР                | Відбір до ЧС 2018                        | -    |             |
| 6-9-2016   | Шеньян                 | КНР               | 0 – 0     | Іран               | Відбір до ЧС 2018                        | -    |             |
| 6-10-2016  | Сіань                  | КНР               | 0 – 1     | Сирія              | Відбір до ЧС 2018                        | -    | 57'         |
| 11-10-2016 | Ташкент                | Узбекистан        | 2 – 0     | КНР                | Відбір до ЧС 2018                        | -    |             |
| 15-11-2016 | Куньмін                | КНР               | 0 – 0     | Катар              | Відбір до ЧС 2018                        | -    | 64'         |
| 23-3-2017  | Чанша                  | КНР               | 1 – 0     | Південна Корея     | Відбір до ЧС 2018                        | -    | 46'         |
| 28-3-2017  | Тегеран                | Іран              | 1 – 0     | КНР                | Відбір до ЧС 2018                        | -    | 46'         |
| 7-6-2017   | Гуанчжоу               | КНР               | 8 – 1     | Філіппіни          | товариський матч                         | -    | 46'         |
| 13-6-2017  | Губернаторство Малакка | Сирія             | 2 – 2     | КНР                | Відбір до ЧС 2018                        | -    |             |
| 31-8-2017  | Ухань                  | КНР               | 1 – 0     | Узбекистан         | Відбір до ЧС 2018                        | -    |             |
| 5-9-2017   | Доха                   | Катар             | 1 – 2     | КНР                | Відбір до ЧС 2018                        | 1    | 56'         |
| 10-11-2017 | Гуанчжоу               | КНР               | 0 – 2     | Сербія             | товариський матч                         | -    |             |
| 14-11-2017 | Чунцін                 | КНР               | 0 – 4     | Колумбія           | товариський матч                         | -    |             |
| 22-3-2018  | Нанкін                 | КНР               | 0 – 6     | Уельс              | товариський матч                         | -    |             |
| 26-3-2018  | Нанкін                 | КНР               | 1 – 4     | Чехія              | товариський матч                         | -    | 63'         |
| 26-5-2018  | Нанкін                 | КНР               | 0 – 0     | М'янма             | товариський матч                         | 1    |             |
| 2-6-2018   | Бангкок                | Таїланд           | 0 – 2     | КНР                | товариський матч                         | 2    | 87' — 90+2' |
| 7-9-2018   | Доха                   | Катар             | 1 – 0     | КНР                | товариський матч                         | -    |             |
| 10-9-2018  | Ріффа                  | Багамські Острови | 0 – 0     | КНР                | товариський матч                         | -    |             |
| 13-10-2018 | Сучжоу                 | КНР               | 0 – 0     | Індонезія          | товариський матч                         | -    |             |
| 16-10-2018 | Нанкін                 | КНР               | 2 – 0     | Сирія              | товариський матч                         | 1    |             |
| 20-11-2018 | Хайкоу                 | КНР               | 1 – 1     | Палестина          | товариський матч                         | -    |             |
| 24-12-2018 | Доха                   | Ірак              | 2 – 1     | КНР                | товариський матч                         | 1    |             |
| 28-12-2018 | Доха                   | Йорданія          | 1 – 1     | КНР                | товариський матч                         | -    | 44'         |
| 7-1-2019   | Аль-Айн                | КНР               | 2 – 1     | Киргизстан         | Кубок Азії 2019 - 1-й етап               | -    |             |
| 11-1-2019  | Абу-Дабі               | Філіппіни         | 0 – 3     | КНР                | Кубок Азії 2019 - 1-й етап               | 2    |             |
| 20-1-2019  | Аль-Айн                | Таїланд           | 1 – 2     | КНР                | Кубок Азії 2019 - 1/8 фіналу             | -    |             |
| 24-1-2019  | Абу-Дабі               | КНР               | 0 – 3     | Іран               | Кубок Азії 2019 - чвертьфінал            | -    | 75'         |
| 10-9-2019  | Мале                   | Мальдіви          | 0 – 5     | КНР                | Відбір до ЧС 2022                        | 1    |             |
| 10-10-2019 | Гуанчжоу               | КНР               | 7 – 0     | Гуам               | Відбір до ЧС 2022                        | 1    | 58'         |
| 15-10-2019 | Баколод                | Філіппіни         | 0 – 0     | КНР                | Відбір до ЧС 2022                        | -    |             |
| 14-11-2019 | Дубай                  | Сирія             | 2 – 1     | КНР                | Відбір до ЧС 2022                        | 1    |             |
| 30-5-2021  | Сучжоу                 | КНР               | 7 – 0     | Гуам               | Відбір до ЧС 2022                        | 2    | 63'         |
| 7-6-2021   | Шарджа                 | КНР               | 2 – 0     | Філіппіни          | Відбір до ЧС 2022                        | 1    | 87'         |
| 11-6-2021  | Шарджа                 | КНР               | 5 – 0     | Мальдіви           | Відбір до ЧС 2022                        | 1    | 46'         |
| 15-6-2021  | Шарджа                 | КНР               | 3 – 1     | Сирія              | Відбір до ЧС 2022                        | 1    | 83'         |
| 2-9-2021   | Ер-Раян                | Австралія         | 3 – 0     | КНР                | Відбір до ЧС 2022                        | -    |             |
| 7-9-2021   | Ер-Раян                | КНР               | 0 – 1     | Японія             | Відбір до ЧС 2022                        | -    |             |
| 7-10-2021  | Шарджа                 | КНР               | 3 – 2     | В'єтнам            | Відбір до ЧС 2022                        | 2    |             |
| 12-10-2021 | Джидда                 | Саудівська Аравія | 3 – 2     | КНР                | Відбір до ЧС 2022                        | -    |             |
| 11-11-2021 | Шарджа                 | КНР               | 1 – 1     | Оман               | Відбір до ЧС 2022                        | 1    |             |
| 16-11-2021 | Шарджа                 | КНР               | 1 – 1     | Австралія          | Відбір до ЧС 2022                        | 1    | 90+3'       |
| 27-1-2022  | Сайтама                | Японія            | 2 – 0     | КНР                | Відбір до ЧС 2022                        | -    | 35' — 89'   |
| 1-2-2022   | Ханой                  | В'єтнам           | 3 – 1     | КНР                | Відбір до ЧС 2022                        | -    | 67'         |
| Усього     |                        | Матчів            | 82        |                    | Голів                                    | 29   |             |

## Титули і досягнення

### Командні
- Переможець Кубка Східної Азії: 2010
- Чемпіон Китаю: 2018, 2023

### Індивідуальні
- Футболіст року в Китаї: 2018, 2019
- Найкращий бомбардир Китайської Суперліги: 2018 (29 голів)
- У символічній збірній китайської Суперліги: 2014, 2015, 2016, 2017, 2018